# St. Antonius Einsiedler (Oestereiden)

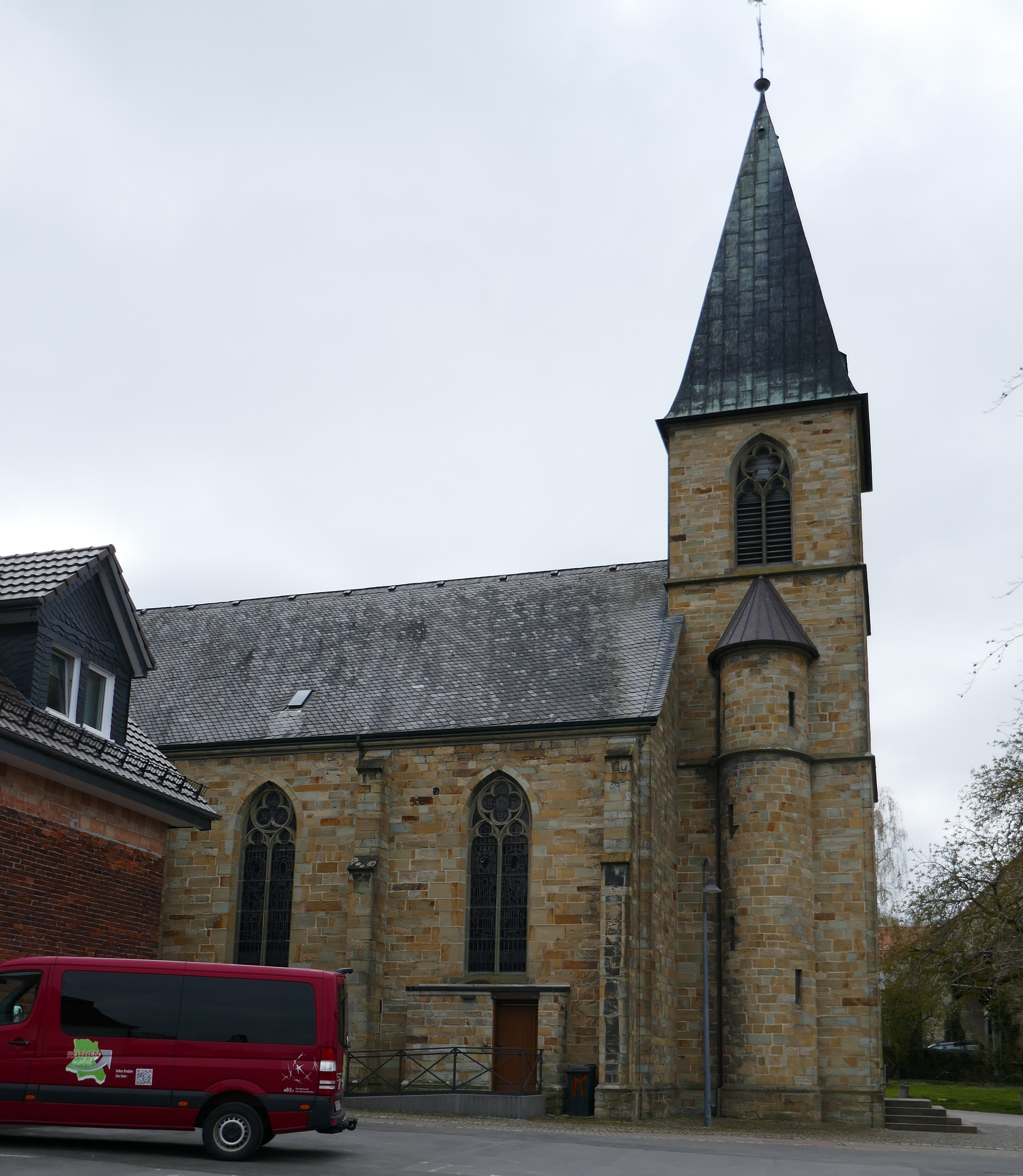
St. Antonius Einsiedler in Oestereiden

Die römisch-katholische, denkmalgeschützte Pfarrkirche St. Antonius Einsiedler steht in Oestereiden, einem Gemeindeteil der Stadt Rüthen im Kreis Soest von Nordrhein-Westfalen. Die Kirchengemeinde gehört zum Pastoralverbund Rüthen im Dekanat Lippstadt-Rüthen des Erzbistums Paderborn.

## Beschreibung
Die neugotische Saalkirche aus hammerrechten Bruchsteinen wurde 1897/98 erbaut. Sie besteht aus einem mit einem Satteldach bedeckten Langhaus von drei Jochen, dessen Außenwände von Strebepfeilern gestützt werden, zwischen denen sich Maßwerkfenster befinden, einem eingezogenen Chor mit Fünfachtelschluss im Osten, vor dem quer die Sakristei liegt, und einem Kirchturm auf quadratischem Grundriss im Westen, der mit einem Pyramidendach bedeckt ist, in dessen Dachgauben sich die Zifferblätter der Turmuhr befinden. An den Kirchturm schmiegt sich im Norden ein Treppenturm an. Über dem Portal an der Westwand des Kirchturms steht die Statue des heiligen Antonius. 
Der Innenraum des Langhauses ist mit einem Kreuzrippengewölbe überspannt, das auf Pfeilern vor den Wänden ruht und seitlich von Tonnengewölben flankiert wird. Die Kirchenausstattung stammt aus der Bauzeit, nur die Kanzel ist spätgotisch. Die Orgel mit 16 Registern, auf zwei Manualen und Pedal wurde 1924 von der Speith-Orgelbau errichtet.